# یلم (واشینگتن)
یلم (به انگلیسی: Yelm) شهری در شهرستان ترستن، ایالت واشنگتن است که در سرشماری سال ۲۰۱۰ میلادی، ۶٬۸۴۸ نفر جمعیت داشته است. 